# Browar Zamkowy

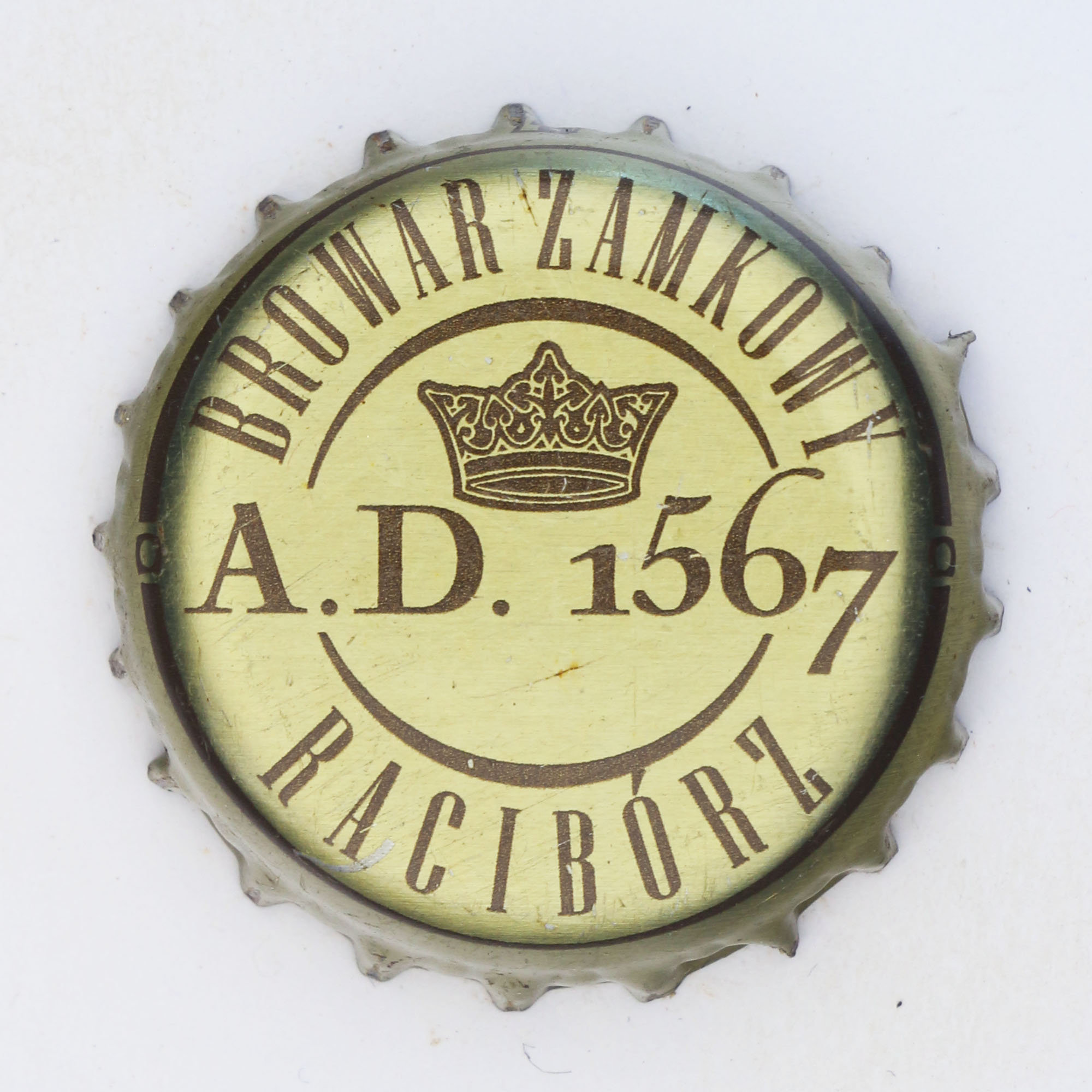
Kapsel Browaru Zamkowego w Raciborzu

Browar Zamkowy – browar w Raciborzu. Spośród czynnych browarów polskich raciborski Browar Zamkowy posiada jedną z najstarszych tradycji warzenia piwa sięgającą początków XVI wieku. Obecny budynek zakładu pochodzi jednakże z XIX wieku, kiedy po pożarze wzniesiono w północno-zachodnim skrzydle dawnego zamku książąt raciborskich nowe zabudowania browarnicze. Aktualnym właścicielem Browaru Zamkowego w Raciborzu jest Jerzy Łazarczyk, a prezesem zarządu Mariusz Dudek.

## Historia

### Browar nad Młynówką
Najstarsze, pisemne wzmianki o piwowarstwie raciborskim pochodzą z 1293 i znajdują się w poradzie prawnej udzielonej na prośbę miasta przez radcę i ławników Świdnicy. Rok później książę Przemysław raciborski nadał miastu prawo mili zapowiedniej, określającej, że w obrębie 1 mili od murów miasta raciborzanie posiadali monopol warzenia i wyszynku, rzemiosła i handlu. Piwowarstwo musiało istnieć w Raciborzu już dużo wcześniej, jeszcze za czasów księcia piastowskiego Mieszka Plątonogiego, gdyż raciborska osada przedlokacyjna posiadała prawo targu i wyszynku potwierdzona źródłowo w 1217.
Pierwsza jednoznaczna wzmianka o browarze książęcym przy zamku w Raciborzu pochodzi z 1567 z księgi gruntowej komory książęcej. Przypuszcza się, że browar powstał na początku XVI wieku po gospodarczej reorganizacji komory książęcej. Wiadomo również, że w 1559 powstała Karczma Zamkowa, która zapewne szynkowała piwo książęce. Natomiast urbarz książęcy z 1564 wykazywał 1200 talarów dochodu od piwa pszenicznego i jęczmiennego szynkowanego w karczmach dóbr książęcych, które – najprawdopodobniej – musiały szynkować piwo książęce. O znacznej produkcji browaru książęcego na przełomie XVI i XVII w. świadczyć może fakt istnienia własnej plantacji chmielu, dwóch sklepionych składów piwa w podziemiach zamkowych oraz utrzymywanie książęcego poborcy piwnego Bartłomieja Sokoła. Urbarz miejski z 1642 notuje:

Browar stoi tuż za zamkiem nad Młynówką, naprzeciw młyna zamkowego; jest jeszcze w dobrym stanie znajduje się w nim kocioł i wszystkie inne potrzeby (...) Obecnie w ciągu dwóch tygodni daje trzy wary, a najmniej tygodniowo jeden war; na każdy idzie 12 szefli pszenicy alo 20 szefli słodu jęczmiennego, z których robi się i sprzedaje 30 achteli piwa, które przynoszą rocznie, łącznie z opłatami dla pośredników 4500 talarów dochodu (...).

Z kolei spis inwentarza zamkowego z 1812 r. wymienia:

W browarze – miedziany kocioł warzelniczy na 14 achteli, kadź warzelniana z 3 żelaznymi obręczami, mała kadź warzelniania ditto, 2 kadzie chłodnicze z obręczami, 2 duże i 2 małe miary, piła ręczna, duże żelazne drzwiczki do pieca, okute wiadro studzienne, żelazna sztaba, dzieża z 2 pordzewiałymi czerpakami, 3 czerpaki, ceber, 4 kadzie słodowe. W słodowni – mała kadź z 2 żelaznymi obręczami, okuty wrocławski szefel (miara do zboża), 2 okute półszefle wrocławskie, żelazny pojemnik, stół i wiązka desek, wciągarka zbożowa z powrósłem. W drodżowni – 5 gródek do drożdży, 4 sztuki okute ze wszystkich stron, 1 okuta w połowie, kadeczka, kadka (naczynie z okrągłym dnem, szersze u spodu) z 2 żelaznymi obręczami, duża drabina do wtaczania beczek, drabinka z nogami do beczek, 4 duże dzbanki drożdżowe. W piwnicy - 116 achteli (beczek o pojemności 137,64 l), 29 półachteli, 15 ćwierćachteli, 2 żelazne łańcuchy z żerdziami do noszenia beczek, stojak na drożdże, 2 kętnary (drewniane podkłady pod beczki) do achteli, tablica do pisania. U piwowara blaszana półkwarta, 6 miarek dwugroszowych (do wymierzania piwa za 2 grosze), 2 nożyc do świec, mosiężny kurek, 10 butelek z jasnego szkła, 14 butelek z zielonego szkła, jednokwartowe naczynie szklane, szynkwas, tablica do pisania.

### Browar na zamku raciborskim
19 stycznia 1858 roku wybuchł pożar w browarze. Przyczyną był ogień spod panwi, który ogarnął cały zakład i przeniósł się na zabudowania zamkowe. Odbudowa browaru zamkowego nastąpiła bardzo szybko. Postanowiono go jednak umieścić w nowym miejscu. Wybudowany został od podstaw na miejscu północnego i częściowo zachodniego skrzydła zamku książęcego. Zaopatrzony został również w nowoczesną jak na owe czasy maszynę parową. Gruntowna modernizacja nastąpiła 40 lat później, kiedy browar został ponownie przebudowany i unowocześniony. Po krótkiej przerwie zakład piwowarski ruszył ponownie. W 1898 mistrzem w nim został piwowar Kaufmann. Zarządzał on 55-osobową załogą, która częściowo zamieszkiwała specjalnie wybudowany dom dla czeladników. W 1898 browar zaczął warzyć piwo w stylu pilzneńskim, dzięki któremu zyskał uznanie w wielu miastach polskich i zagranicznych. Na ówczesny sukces piwa zamkowego złożyło się kilka czynników: własna uprawa, zbiór i oczyszczanie jęczmienia browarnego, woda z własnych źródeł w Oborze doprowadzana drewnianym rurociągiem z odległości 6 km, najlepszy chmiel z niemieckiego Hallertau lub czeskiego Żatca, zaniechana już w innych browarach, ale w Raciborzu cały czas stosowana 3 miesięczna wtórna fermentacja w drewnianych kufach leżakowych w chłodnych piwnicach zamkowych.
O ile pod koniec XIX wieku istniało w Raciborzu jeszcze 9 browarów, to na parę lat przed II wojną światową piwo warzył jedynie browar zamkowy. Co prawda śmierć piwowara Kaufmanna spowodowała konsternację wśród raciborskich piwoszy, jednakże w 1930 udało się znaleźć mistrza piwowarskiego, który nawiązał do „kaufmannowskiego piwa szkoły pilzneńskiej” i ponownie schlebił podniebieniom najstarszych raciborzan.
Po II wojnie światowej raciborski browar wznowił warzenie 15 czerwca 1945 roku, a pierwsze piwo trafiło na rynek 15 września 1945 roku. Zakład został znacjonalizowany, a w 1953 włączono go w skład Zakładów Piwowarsko-Słodowniczych w Głubczycach.
Do końca 1958 browar wykorzystywał maszyny i urządzenia zamontowane jeszcze w 1897. Dopiero w 1957 rozpoczęto modernizacje. Kufy dębowe zastąpione zostały 16 tankami metalowymi. Dwa lata później zamontowano dodatkowe 24 tanki. Modernizacja browaru zwiększyła zdolności produkcyjne zakładu do 54 tys. hl piwa i 600 ton słodu rocznie. W przybrowarnej słodowni wymieniono po raz pierwszy w Polsce ogniowy układ grzejny na parowy (1962). W 1958 zakład został przekazany pod zarząd Raciborskich Zakładów Fermentacyjnych Przemysłu Terenowego, a w 1959 – Raciborskich Zakładów Spożywczych Przemysłu Terenowego. W 1973 browar ponownie połączono z Zakładami Piwowarskimi w Głubczycach. W 1975 browar połączono z Górnośląskimi Zakładami Piwowarskimi, które w 1991 stały się jednoosobową spółką Skarbu Państwa pod nazwą Górnośląskie Zakłady Piwowarskie S.A. W 1999 Browary Górnośląskie ogłosiły upadłość. Zarząd firmy został zmuszony do wyprzedaży części majątku i zamknięcia zakładu w Raciborzu. Budynki browaru zostały wystawione na sprzedaż.
W 2003 nieczynny browar został zakupiony przez przedsiębiorcę z Sosnowca, Jerzego Łazarczyka. Po remoncie i zainstalowaniu urządzeń browarniczych pochodzących ze zlikwidowanego zakładu piwowarskiego w Tymbarku, browar wznowił działalność w 2004 pod nazwą Browar Książęcy Racibórz. W połowie 2008 właściciel browaru poinformował o trudnej sytuacji zakładu. W grudniu 2008 roku część załogi przedsiębiorstwa Browar Racibórz Sp. z o.o. otrzymała wypowiedzenia z pracy. Zakład nie zawiesił jednak produkcji i podejmował starania o przetrwanie kryzysu. Od początku 2009 roku w weekendy był otwarty do zwiedzania dla zorganizowanych grup turystów.
W sierpniu 2009 roku poinformowano o wstrzymaniu produkcji w browarze. W 2010 roku został on ponownie reaktywowany. Zmieniono wówczas nazwę zakładu na Browar Zamkowy.
We wrześniu 2021 roku Browar Zamkowy w Raciborzu był uczestnikiem Industriady.

## Produkty

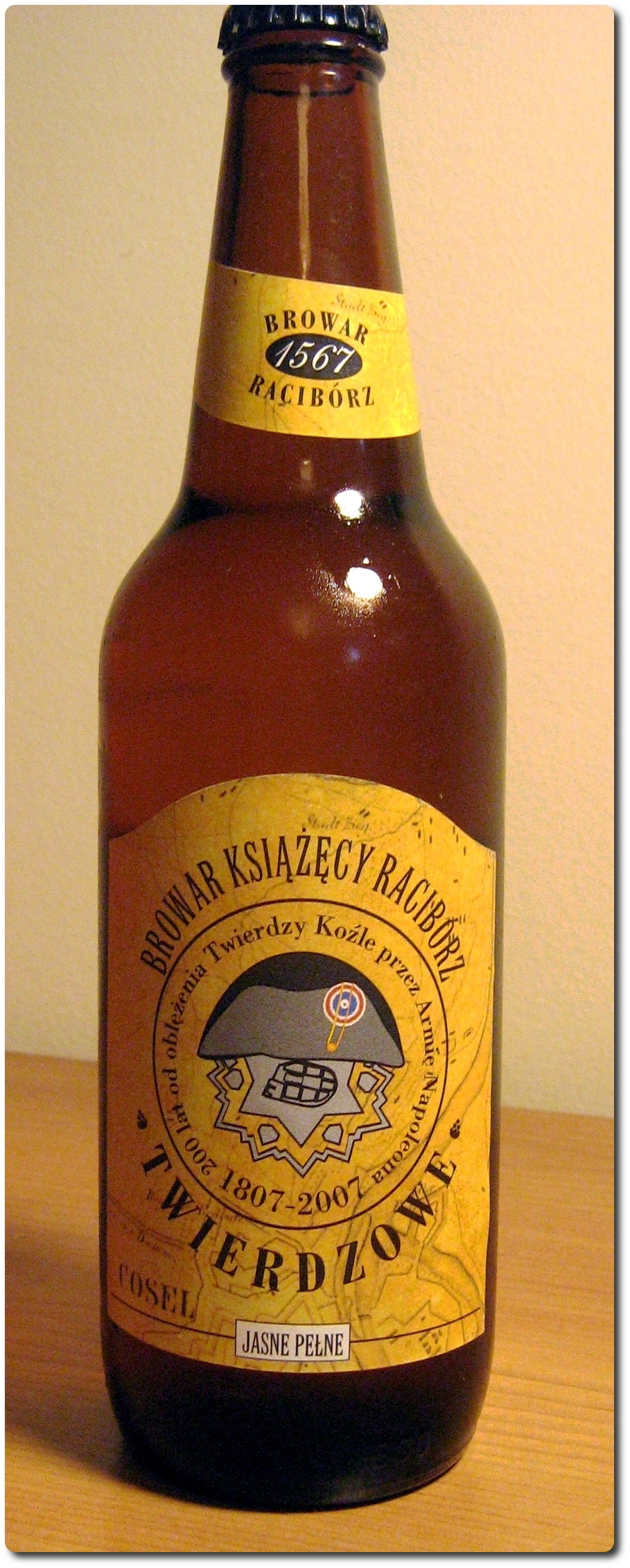
Twierdzowe Niepasteryzowane, 2009 r.

| Marka                              | Gatunek piwa         | Parametry                              |
| ---------------------------------- | -------------------- | -------------------------------------- |
| Raciborskie Klasyczne              | jasny lager          | alkohol 5,0% obj., ekstrakt 12% wag.   |
| Raciborskie Radler (bezalkoholowy) | radler               | alkohol 0,0% obj.,                     |
| Raciborskie Radler (cytrynowy)     | radler               | alkohol 0,0% obj.,                     |
| Raciborskie Porter                 | porter               | alkohol 9,2% obj.,                     |
| Raciborskie Bezalkoholowe          |                      | alkohol 0,0 obj.                       |
| Raciborskie American               | american wheat lager | alkohol 4,5% obj., ekstrakt 11% wag.   |
| Raciborskie Miodowe                | lager miodowy        | alkohol 4,5% obj., ekstrakt 12,3% wag. |
| Raciborskie Rżnięte                | rżnięte              | alkohol 4,8% obj., ekstrakt 12% wag.   |
| Raciborskie zielone                | napój piwny          | alkohol 4,5% obj., ekstrakt 11% wag.   |
| Raciborskie mocne                  | mocny lager          | alkohol 6,8% obj., ekstrakt 15%        |
| Raciborskie ciemne                 | ciemny lager         | alkohol 6,3% obj., ekstrakt 15%        |
| Raciborskie twierdzowe             | jasny lager          | alkohol 4,5% obj., ekstrakt 11%        |
| Raciborskie pils                   | bohemian pilsner     | alkohol 4,5% obj., ekstrakt 12%        |